# Miles Gerard
Pour les articles homonymes, voir Gerard.
Miles Gerard, né autour de l'année 1555 à Wigan (actuel Grand Manchester) et mort martyr à Rochester, dans le Kent, sous le règne d'Élisabeth Ire le 13 avril 1590, est un prêtre catholique anglais.

## Biographie
Nous ne savons que peu de choses sur la vie de Miles Gerard. Nous ignorons s'il est issu d'une famille restée fidèle à la foi catholique ou s'il est un converti. Désirant devenir prêtre il se rend secrètement sur le continent en 1579 et s'inscrit au collège anglais de l'université de Reims afin d'étudier la théologie et d'être ordonné. Il est ordonné prêtre en 1583. Immédiatement il repart pour l'Angleterre. Accompagné de Francis Dickenson, un autre prêtre comme lui, il embarque à Dunkerque pour Londres. Arrivé à Douvres, son identité étant suspecte, il est interrogé par les autorités du port. Sa fausse identité ne suffit pas à les sauver. Il finit par reconnaître être prêtre catholique. Conduit à Londres il est remis à Richard Topcliffe, le célèbre chasseur de prêtres, qui le fait torturer afin de le faire parler et de dénoncer d'autres prêtres présents en Angleterre. Transféré à Rochester pour être jugé il est condamné à mort. Il subit la peine réservée aux traîtres à savoir être pendu, traîné sur une claie jusqu'à la potence et mis en quart.

## Francis Dickenson
Nous ne savons que peu de choses sur la vie de Francis Dickenson (parfois orthographié Dicconson) si ce n'est qu'il né le 28 octobre 1564 à Otley dans le West Riding et qu'il est un converti à la foi catholique. Désireux devenir prêtre il se rend secrètement sur le continent et s'inscrit au collège anglais de l'université de Reims afin d'étudier la théologie et d'être ordonné. Il est ordonné prêtre en 1589. Immédiatement il repart pour l'Angleterre. Accompagné de Miles Gerard, il embarque à Dunkerque pour Londres. La suite de son histoire est en tout point la même de celle de Miles Gerard.

## Vénération
Reconnus comme martyrs catholiques, Miles Gerard et Francis Dickenson furent béatifiés en 15 décembre 1929 par le pape Pie XI. Vénérés par l'Église catholique ils sont fêtés le 13 avril et sont comptés dans la liste des Martyrs de Douai et des Cent sept martyrs d'Angleterre et du pays de Galles.

### Voir également
- Haute trahison
- Martyrologe romain
- Martyrs d'Angleterre et du pays de Galles
- Quatre-vingt-cinq martyrs d'Angleterre et de Galles
- Quarante martyrs d'Angleterre et de Galles
- Cinquante-quatre martyrs anglais
- Martyrs d'Oaten Hill
- Martyrs de Londres de 1591
- Les Martyrs de la Chartreuse de Londres